# La Horcajada
La Horcajada ist ein zentralspanischer Ort und eine Gemeinde (Municipio) mit 457 Einwohnern (Stand: 2024) in der Provinz Ávila in der Autonomen Region Kastilien-León. Zur Gemeinde gehören neben dem Hauptort La Horcajada die Ortschaften Encinares, El Hoyo und Riofraguas.

## Lage und Klima
La Horcajada liegt auf der Ostseite der Sierra de Gredos am südlichen Rand der Provinz Ávila in einer Höhe von ca. 1035 m. Der Río Tormes begrenzt die Gemeinde im Westen. Die Entfernung nach Ávila beträgt knapp 75 km (Fahrtstrecke) in nordöstlicher Richtung. Das Klima ist gemäßigt bis warm; der Regen (ca. 817 mm/Jahr) fällt mit Ausnahme der trockenen Sommermonate übers Jahr verteilt.

## Bevölkerungsentwicklung
| Jahr      | 1970 | 1981 | 1991 | 2001 | 2011 | 2021 |
| Einwohner | 1343 | 1195 | 1019 | 760  | 571  | 495  |

## Sehenswürdigkeiten
- Kirche Mariä Himmelfahrt
- Märtyrerkapelle

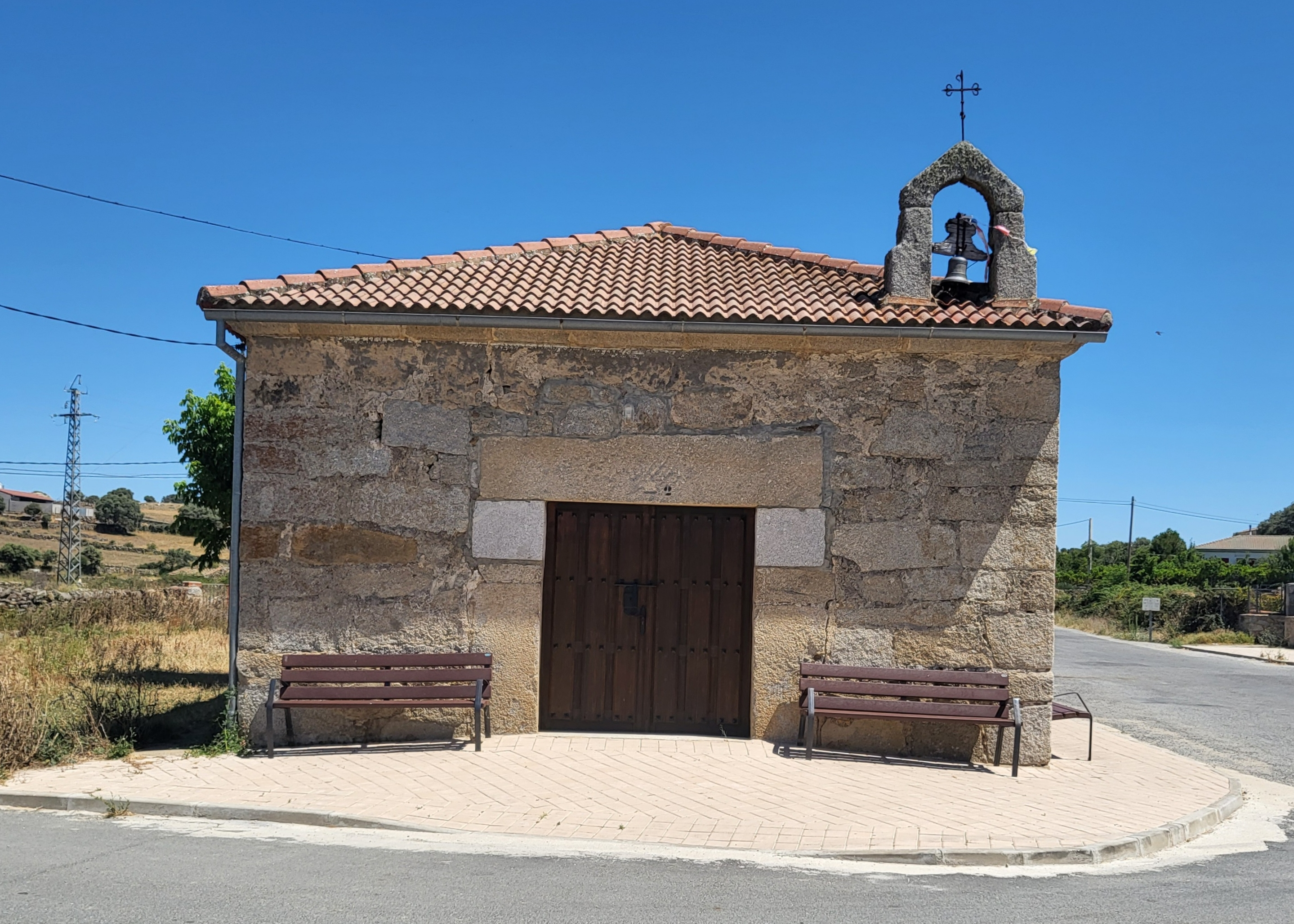
Kapelle der Unbefleckten Empfängnis
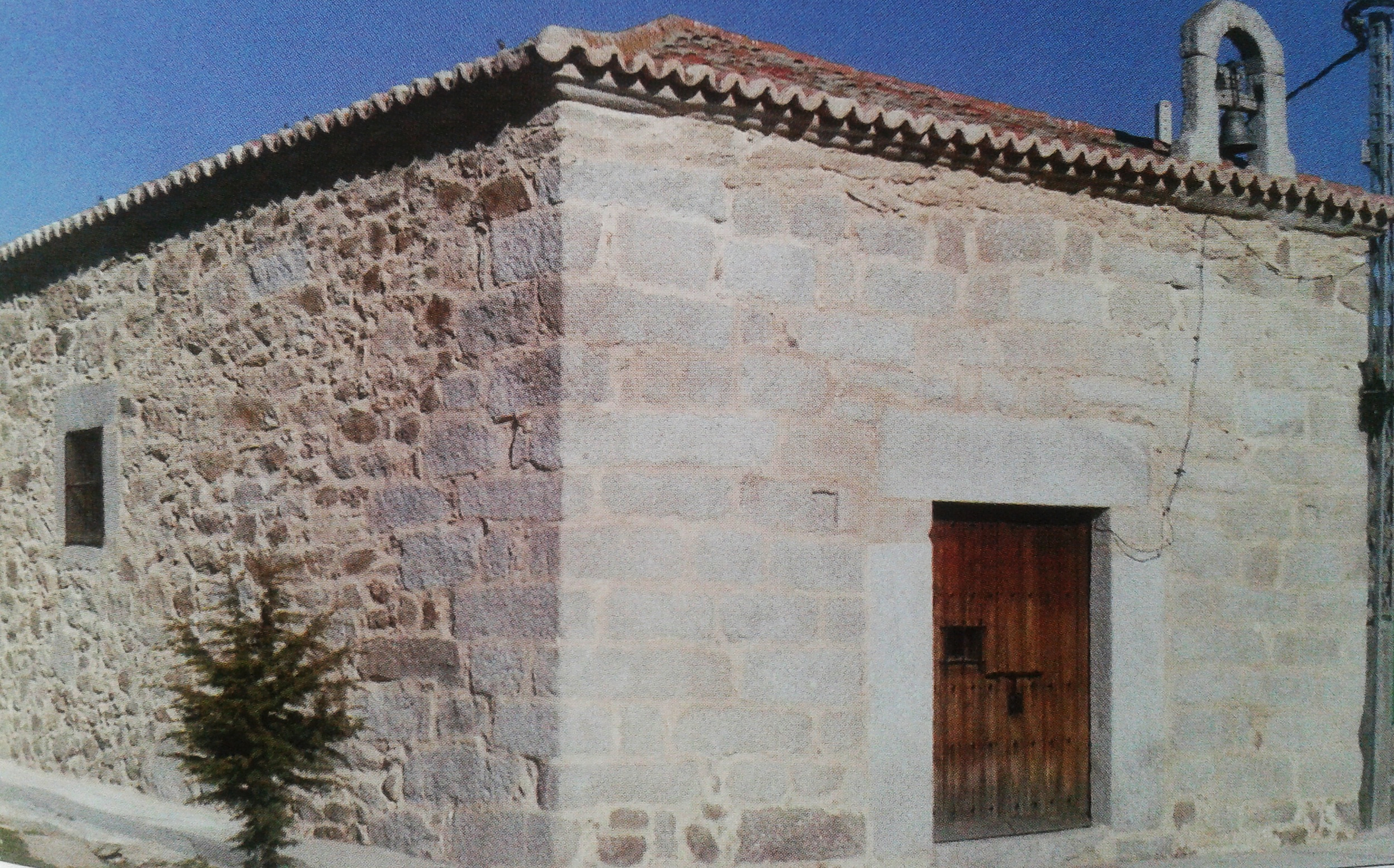
Märtyrerkapelle

- Kapelle der Unbefleckten Empfängnis
- Märtyrerkapelle